# Encephalartos princeps
Encephalartos princeps är en kärlväxtart som beskrevs av Robert Allen Dyer. Encephalartos princeps ingår i släktet Encephalartos och familjen Zamiaceae. IUCN kategoriserar arten globalt som sårbar. Inga underarter finns listade i Catalogue of Life.

## Bildgalleri

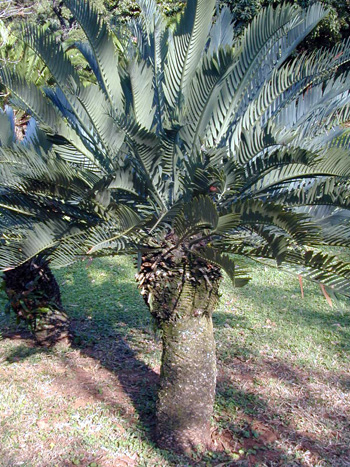
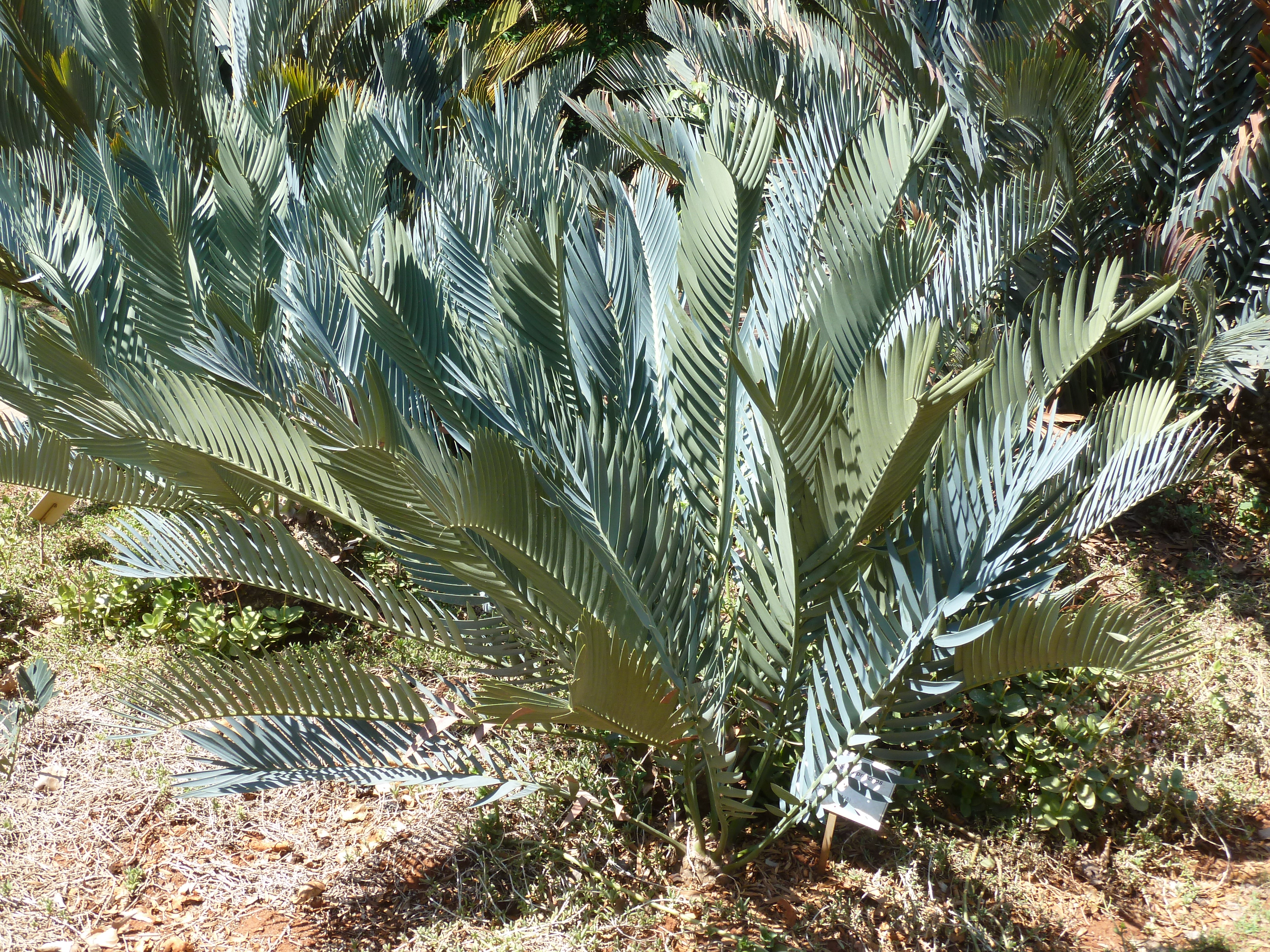
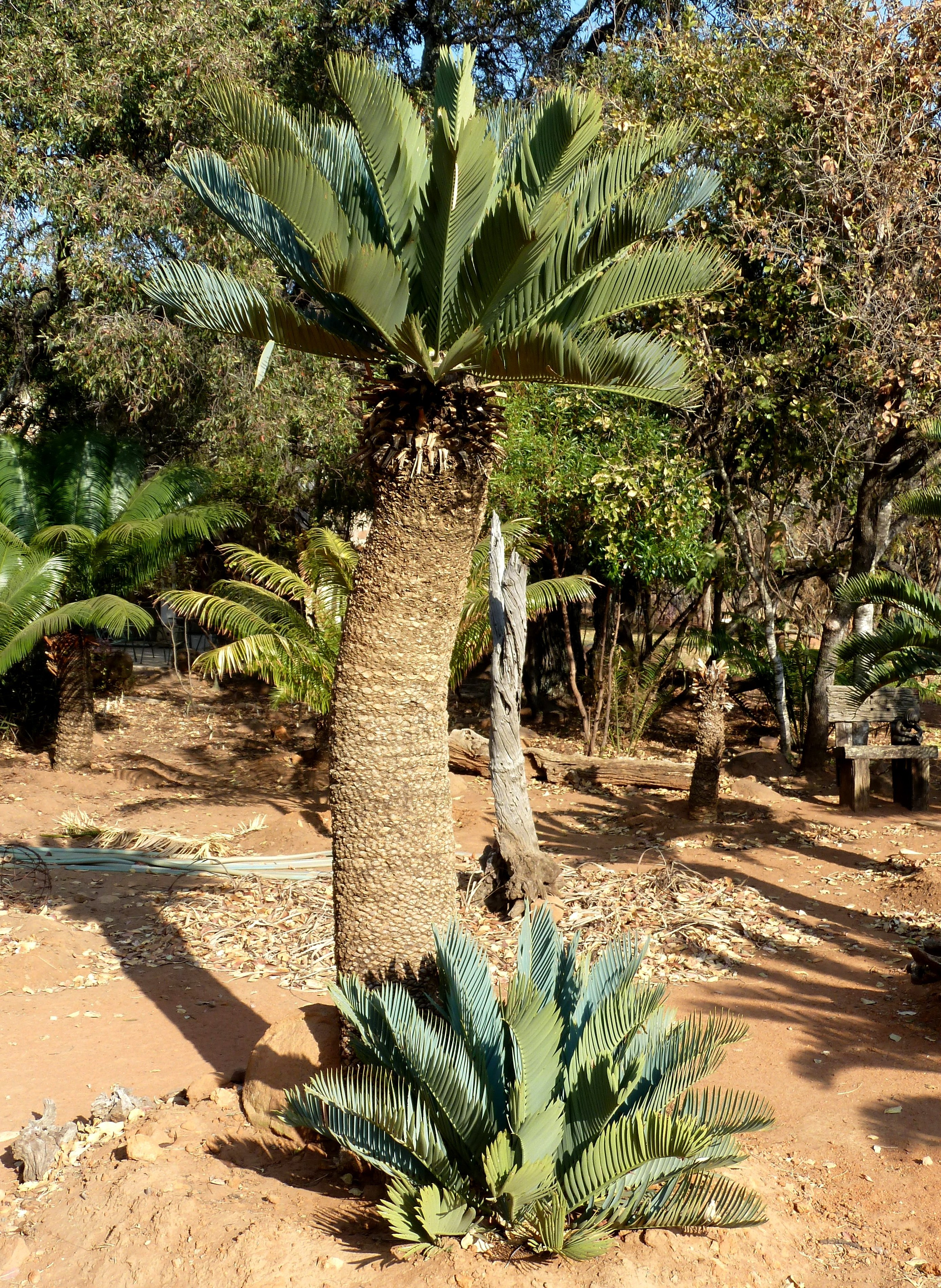
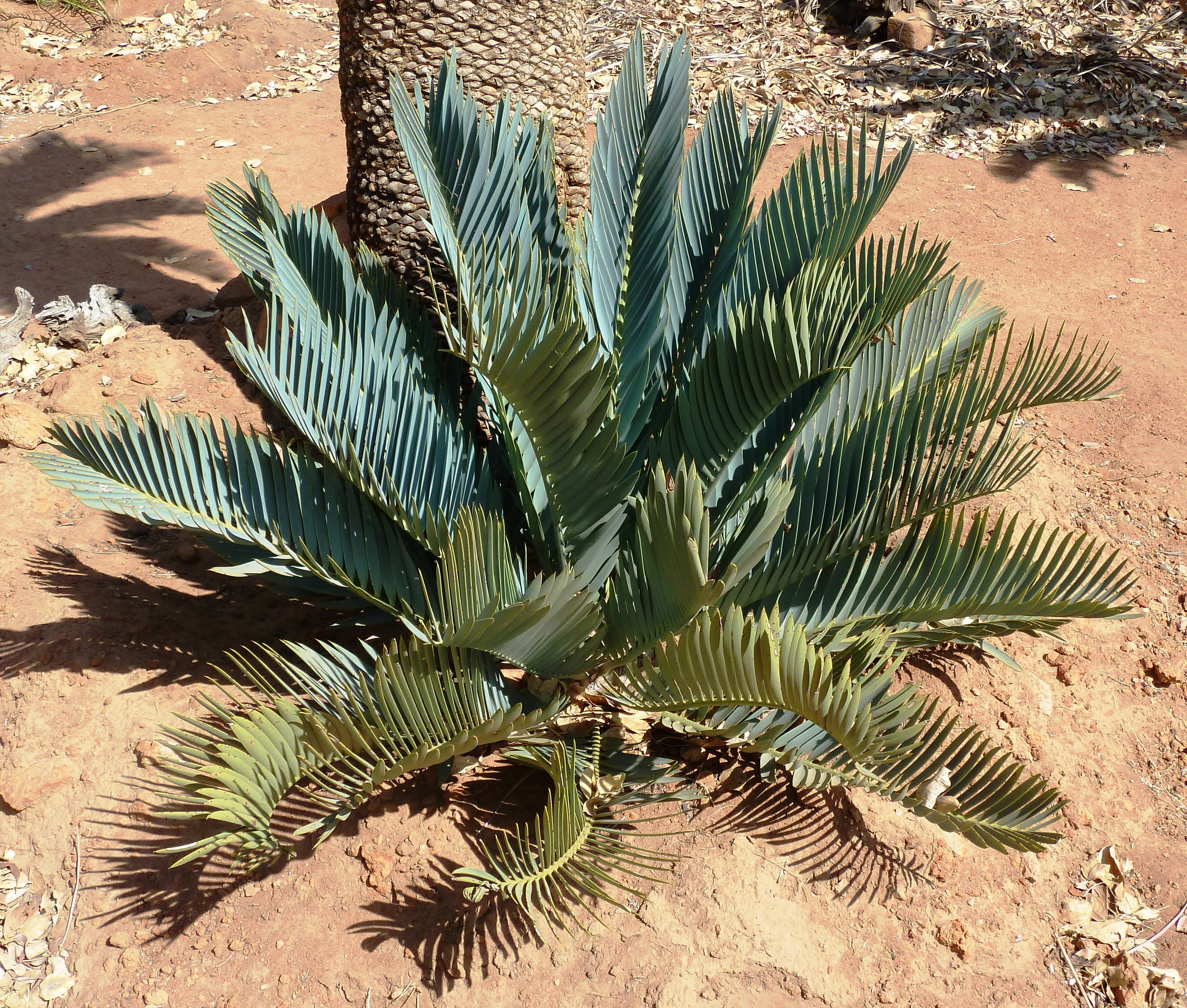
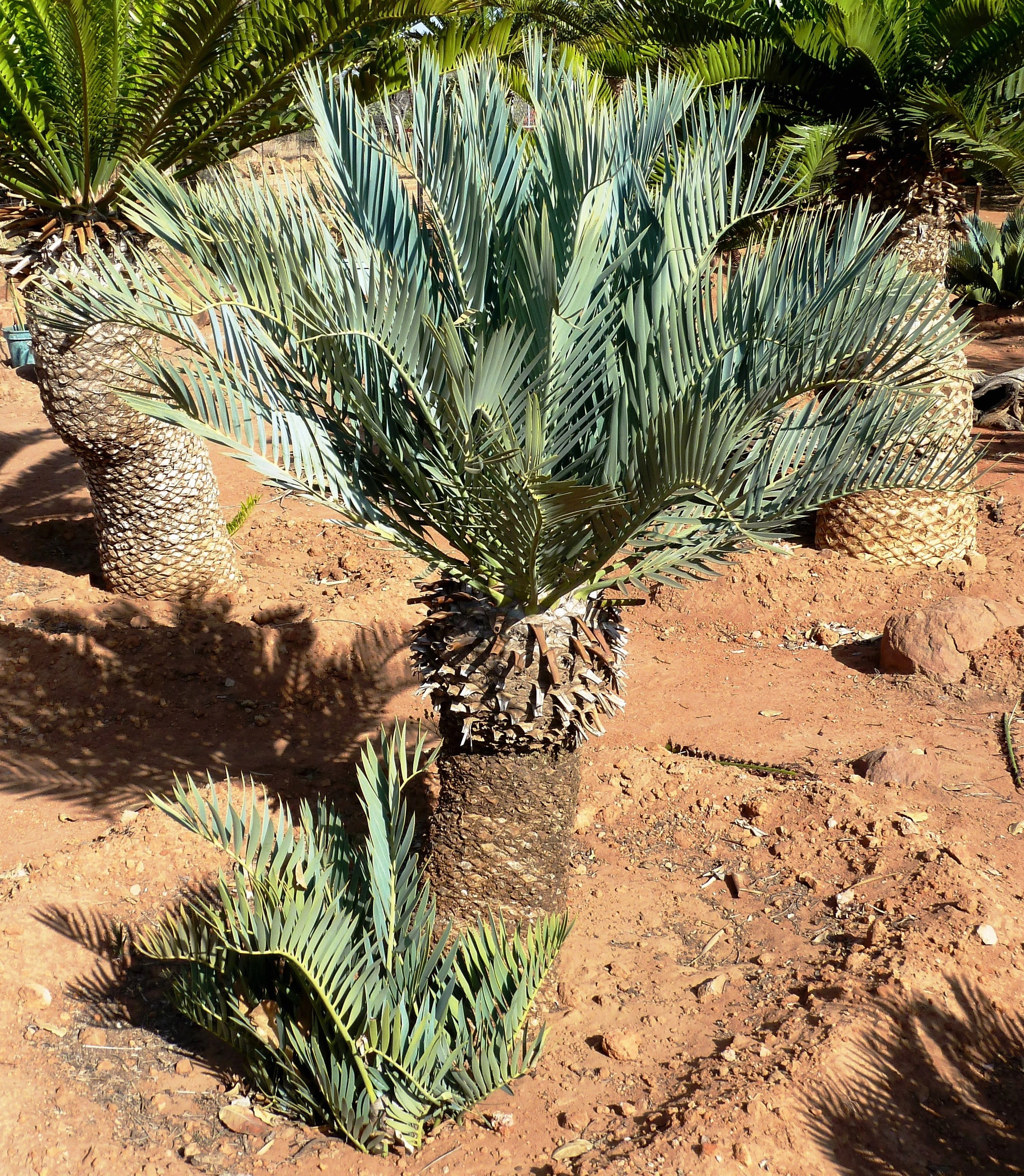
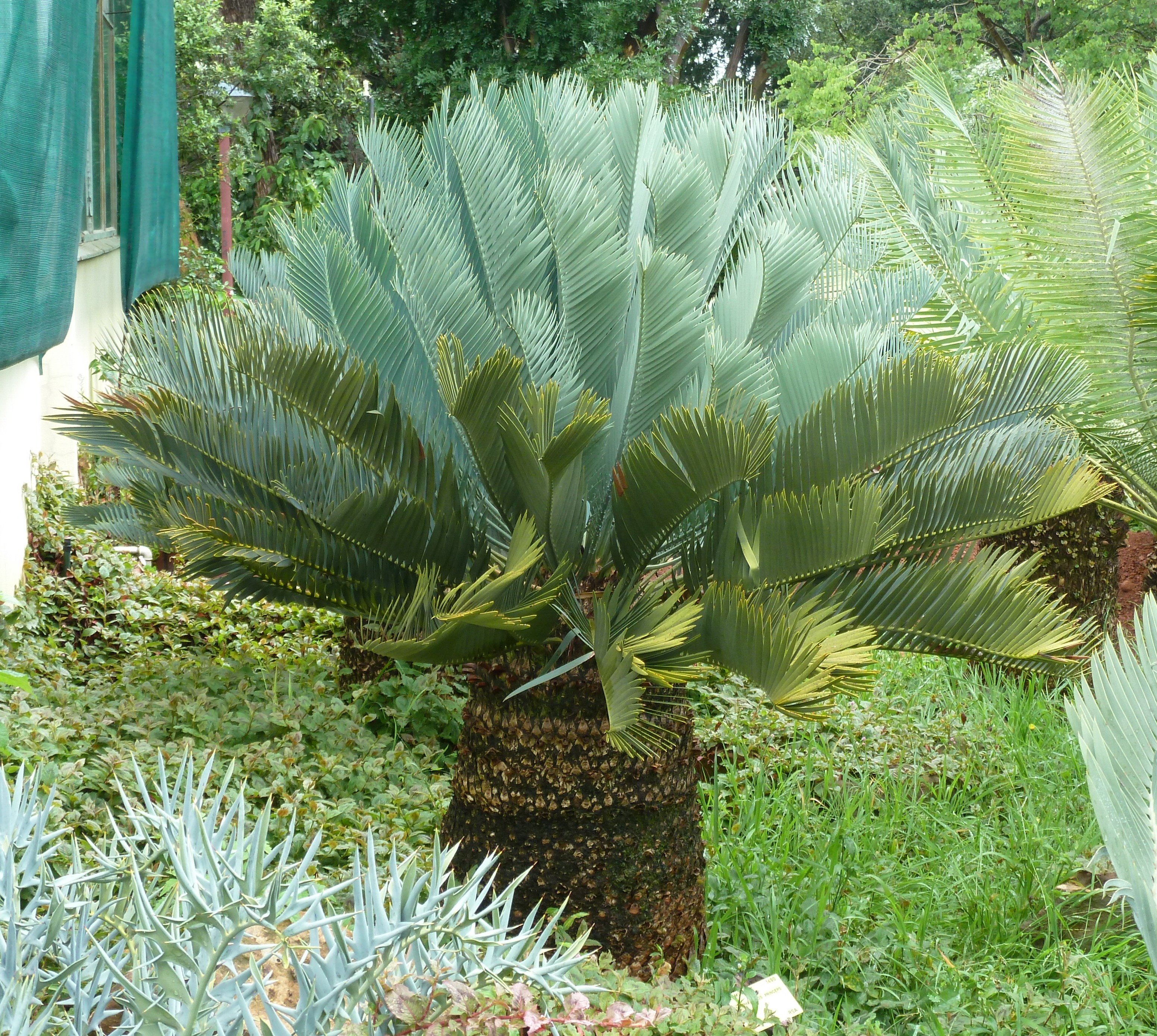